# Саррієс
Саррієс, Сарце (ісп. Sarriés, баск. Sartze) — муніципалітет в Іспанії, у складі автономної спільноти Наварра. Населення — 65 осіб (2009).
Муніципалітет розташований на відстані близько 350 км на північний схід від Мадрида, 44 км на схід від Памплони.
На території муніципалітету розташовані такі населені пункти: (дані про населення за 2009 рік)
- Ібільсьєта: 31 особа
- Саррієс: 34 особи

## Демографія
Динаміка населення (INE ):

## Галерея зображень

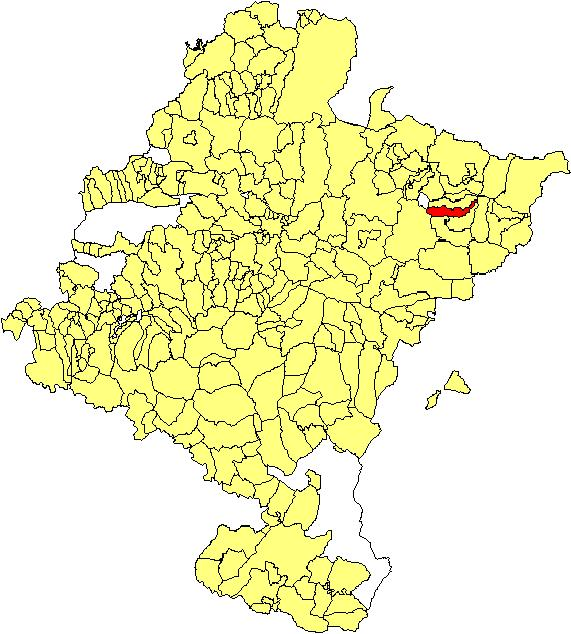
Розташування муніципалітету